# それゆけ!中川電鉄
『それゆけ!中川電鉄』（それゆけ!なかがわでんてつ）はCS放送の鉄道チャンネルで2013年3月から放送されていて、現在はCS放送のMONDO TVで放送している鉄道番組。30分番組。

## 概要
2012年3月から2013年2月まで放送された『中川家礼二の鉄学の時間』の後継番組としてスタートした。中川家礼二が架空の電鉄会社の社長となって全国の鉄道会社などを視察する。
- 礼二以外に社員は一人もいないが、#18 つくばエクスプレスの回と#23 都電荒川線の回に研修生として鈴川絢子が出演した。

2015年6月現在、TOKYO MXでは新シリーズ『中川家礼二の鉄活』を放送している。

## 出演者
- 中川家礼二

## スタッフ
- 企画・プロデューサー：山守文雄

## 放送内容
初回放送日は、#1〜#3は鉄道チャンネル、#4〜#12はTOKYO MX、#13〜#24はMONDO TVでの放送日。
- #1、2 小田急電鉄 ロマンスカー（2013年3月22日、4月5日）
- #3、4 伊豆急行 リゾート列車（アルファ・リゾート21）（2013年4月21日、7月1日）
- #5 大和軌道製造 サンライズ瀬戸・サンライズ出雲（2013年11月25日）
- #6 阪急電鉄（2013年12月2日）
- #7、8 東武鉄道 東武博物館（2013年12月9日、12月16日）
- #9 長野電鉄（2013年12月23日）
- #10 上田電鉄別所線（2013年12月30日）
- #11 京王電鉄（2014年1月6日）
- #12 京王電鉄（京王れーるランド）・多摩都市モノレール（2014年1月13日）
- #13 京急電鉄（2014年5月29日）
- #14 金沢シーサイドライン（2014年6月5日）
- #15、16 大井川鐵道（2014年6月12日、6月19日）
- #17 関東鉄道（2014年6月26日）
- #18 つくばエクスプレス（2014年7月3日）
- #19 遠州鉄道（2014年7月10日）
- #20 天竜浜名湖鉄道（2014年7月17日）
- #21 岳南電車（2014年7月24日）
- #22 伊豆箱根鉄道駿豆線（2014年7月31日）
- #23 都電荒川線（2014年8月7日）
- #24 京成電鉄 スカイライナー（2014年8月14日）

## 放送局
- 独立局・東京都：TOKYO MX

2013年6月10日から毎週月曜日の5時00分 - 5時26分に放送されたが、7月1日の#4でいったん打ち切られた。その後、同年10月28日から2014年1月13日まで毎週月曜日の5時30分 - 6時00分に、再度#1から#12まで放送された。
2014年6月21日から毎週土曜日の6時00分 - 6時27分に、092chにおいて#13から放送再開。
- CS放送：MONDO TV

2014年3月6日(#1)から毎週木曜日の23時00分 - 23時30分に放送。（初回放送）
- BS放送：TwellV

2014年4月9日(#1)から2015年1月7日(#24)まで毎週水曜日の20時00分 - 20時30分に放送（プロ野球中継がある場合は休止）。終了後は1月14日より再び#1から放送、しかし10月から同時間帯がドラマ枠になるのに伴い2015年9月30日で終了。
2014年10月5日(#1)から12月21日(#10)まで日曜日の15時00分 - 15時30分にも再放送していたが、水曜日の再放送開始にともない終了。
- 徳島県：四国放送

2014年9月14日(#1)から毎週日曜日の7時 - 7時25分に放送。
- 福岡県：TVQ九州放送

2014年6月8日(#1)から毎週日曜日の24時35分 - 25時05分に放送。
- 独立局・兵庫県：サンテレビ

2014年1月8日から3月26日まで毎週水曜日の18時00分 - 18時30分に#1から#12まで放送。その後同年10月1日から12月31日の同時間帯にて#13から#24まで放送。
- 独立局・京都府：KBS京都

2014年4月25日(#1)から毎週水曜日の21時25分 - 21時55分に放送。通常21時台は1時間枠でドラマを放送しており、プロ野球中継（～21時25分）がある場合のみ放送される。プロ野球延長の場合は放送時間が繰り下げとなる。プロ野球シーズン終了後は毎週日曜日22時00分　- 22時30分に放送。
- 北海道：北海道文化放送

2013年4月26日から2016年にかけて深夜枠で不定期放送。

## 備考
当初は2013年5月に鉄道チャンネルで#4伊豆急行・後編を放送予定であったが、鉄道チャンネルを当時運営していたスカイビジョンの事情で放送出来なくなってしまった。そのため#4〜#12はTOKYO MXで放送された。2014年5月現在はCS放送のMONDO TVで放送されている。（#4〜#12はCS初放送で、#13〜24は新作）

## DVD
- それゆけ中川電鉄(1)

　#1～#4を収録
- それゆけ中川電鉄(2)

　#5～#8を収録
- それゆけ中川電鉄(3)

　#9～#12を収録
- それゆけ中川電鉄(4)

　#13～#16を収録
- それゆけ中川電鉄(5)

　#17～#20を収録
- それゆけ中川電鉄(6)

　#21～#24を収録

## 脚註
| スタブアイコン | サブスタブ | この項目は、まだ閲覧者の調べものの参照としては役立たない、テレビ番組に関連した書きかけの項目です。この項目を加筆・訂正などしてくださる協力者を求めています（P:テレビ/PJ:放送または配信の番組）。 |